# Cobra (cifrario)
Con il termine Cobra si indica in crittografia una famiglia di cifrari a blocchi con permutazioni dipendenti dai dati. I membri di questa famiglia sono denominati Cobra-S128, Cobra-F64a, Cobra-F64b, Cobra-H64 e Cobra-H128, dove la sigla dopo il nome è costituita da una lettera indicante se l'algoritmo è ottimizzato per implementazioni software ("S") o hardware ("H") mentre il numero indica la dimensione del blocco in bit. 